# 王邦裕
王邦裕（1489年—？年），字子修，山东东昌府堂邑縣人，民籍。

## 生平
治《易經》，正德十一年（1516年）山东鄉試第五十六名舉人，年三十五歲中式嘉靖二年（1523年）癸未科會試第一百二十三名，第三甲第二百十一名進士。官至户部主事。

## 家族
曾祖王政。祖父王玉，监生，贈奉直大夫、後軍都督府经历。父王臣，字朝用，弘治壬子科举人，官河南祥符县知县，历官至户部郎中，加太仆寺少卿致仕。母张氏，封宜人。具庆下。兄邦聘、弟邦禎（监生）、邦祉、邦祜、邦祺、邦祚。